# Собор Симбирских святых
Собор Симбирских святых — празднование Русской Православной Церкви в честь святых Симбирской земли. Празднуется 21 мая по юлианскому календарю в день памяти Собора Симбирских святых и обретения мощей блаженного Андрея Симбирского.

## Установление празднования
Изучением и систематизацией материалов по прославлению Симбирских новомучеников и исповедников более двух лет занимался отец Алексий Скала. После передачи их в Комиссию по канонизации при Священном Синоде состоялось установление празднования Собора Симбирских святых. По данным 2007 года в Собор входило 12 угодников Божиих, но в официальном календаре Русской Церкви 2013 года были поименованы только восемь. В 2023 году по ходатайству Симбирской епархии Священный Синод Русской Православной Церкви принял решение об утверждении нового состава Собора. К ранее составлявшим Собор восьми святым были добавлены ещё шесть.

## Список святых
В состав Собора Симбирских святых включены следующие святые:
- Блж. Андрей Огородников, христа ради юродивый († 1841, память 21 мая, 27 ноября)
- Сщмч. Николай Покровский, иерей († 1918, память 5 марта)
- Сщмч. Иоанн Ильинский, прот. († 1918, память 15 сентября)[6][7]
- Сщмч. Неофит Любимов, прот. († 1918, память 17 октября)[8][9][10]
- Сщмч. Александр Гневушев, иерей († 1930, память 15 апреля)
- Прмц. Екатерина Декалина, послушн. († 1938, память 4 февраля)
- Сщмч. Александр Телемаков, иерей († 1938, память 6 февраля)
- Присп. Гавриил Игошкин, архим. († 1959, память 5 октября)
- Сщмч. Александр (Трапицын), архиепископ Самарский († 1938, память 1 (14) января)
- Свт. Герасим (Добросердов), епископ Астраханский († 1880, память 10 (23) июня)
- Сщмч. Василий Покровский, иерей († 1941, память 13 (26) декабря)[11][12]
- Сщмч. Владимир Пиксанов, иерей († 1918, память 20 марта (2 апр.))[13]
- Сщмч. Николай Розов, протоиерей († 1938, память 20 февраля (5 марта))[14][15]
- Сщмч. Сергий Знаменский, протоиерей († 1937, память 14 (27) ноября)[16][17]

## Галерея

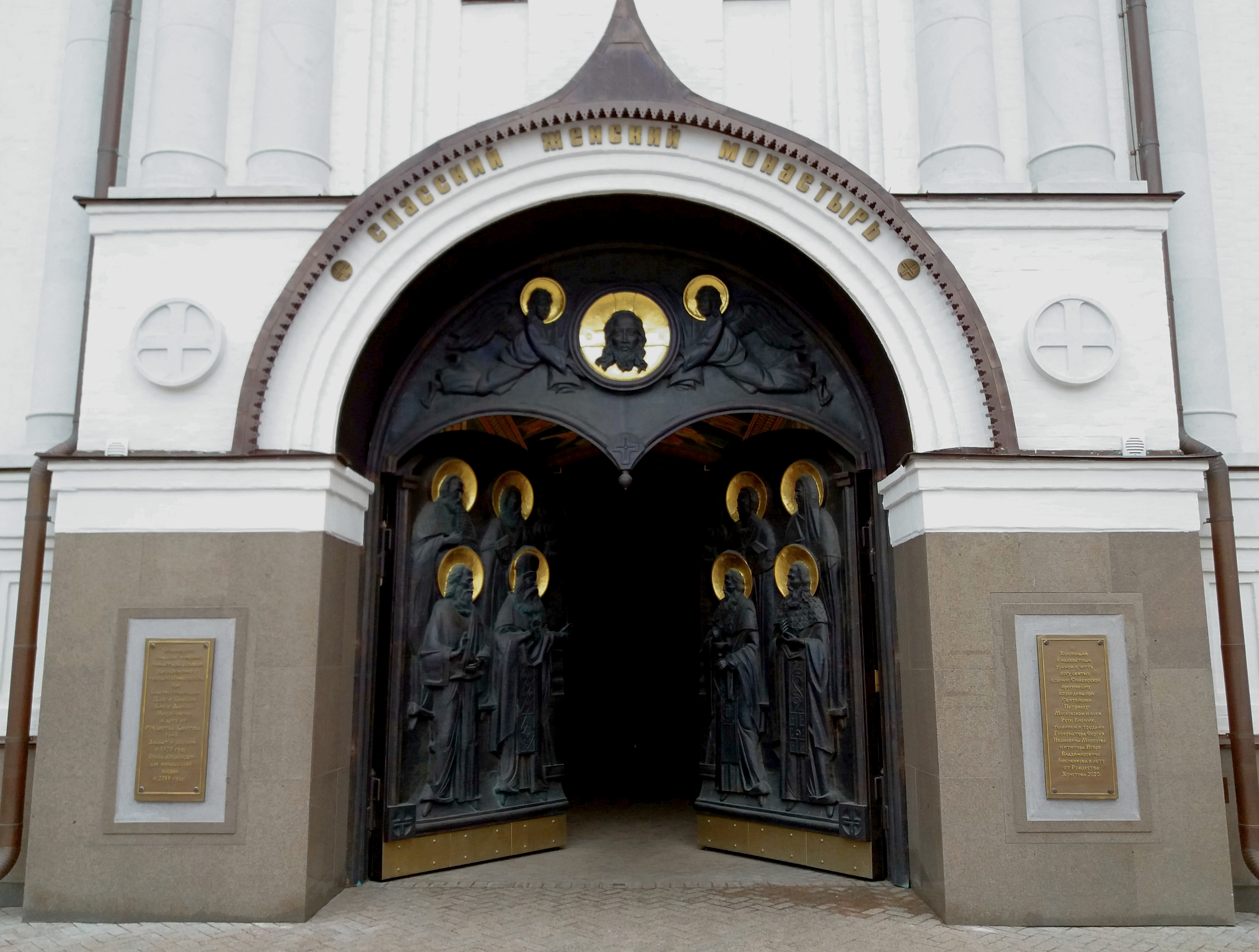
Врата Спасского женского монастыря с ликами Симбирских святых.
Левая створка врат Спасского женского монастыря.
Правая створка врат Спасского женского монастыря.
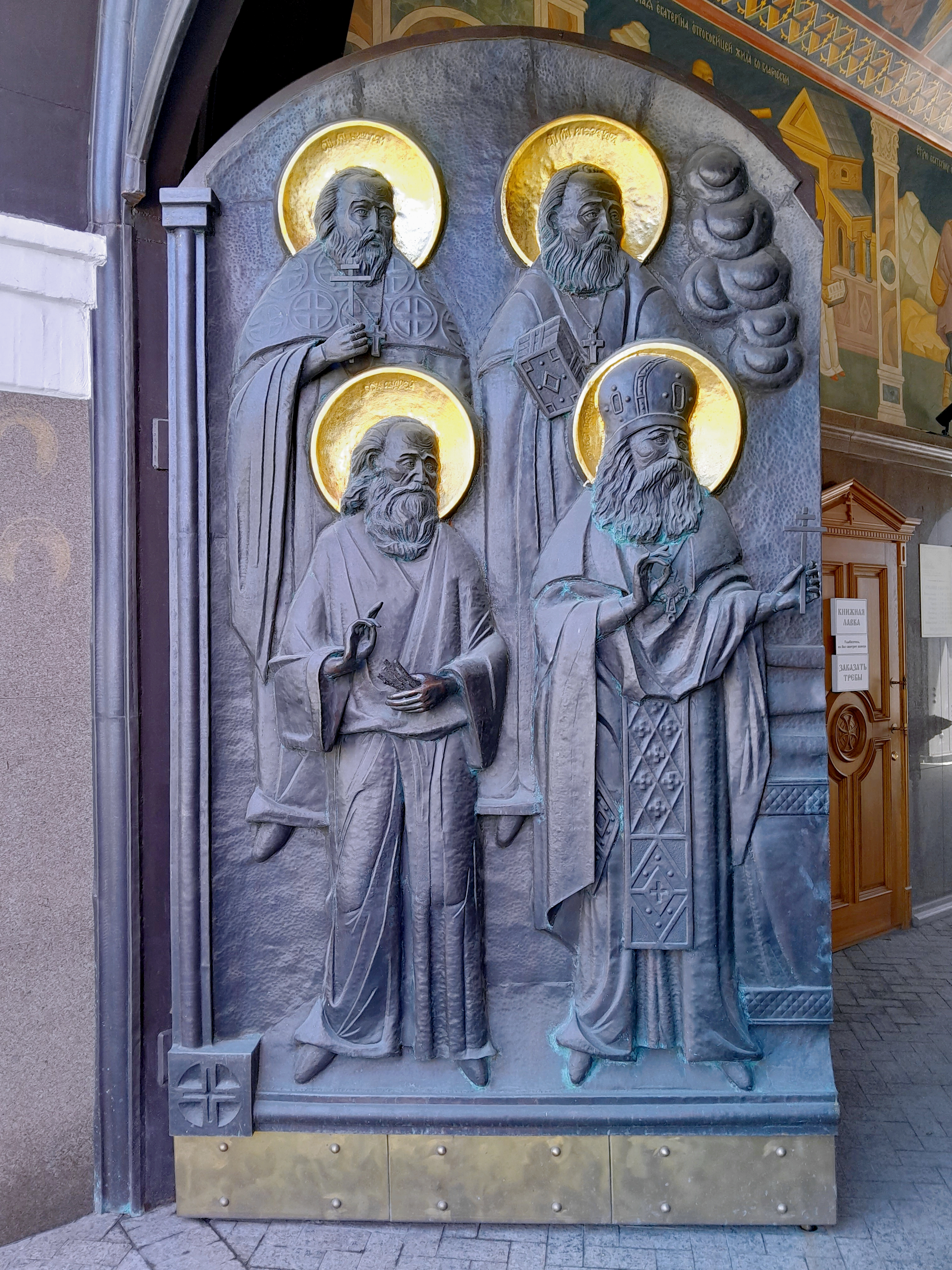
Левая створка врат Спасского  монастыря.
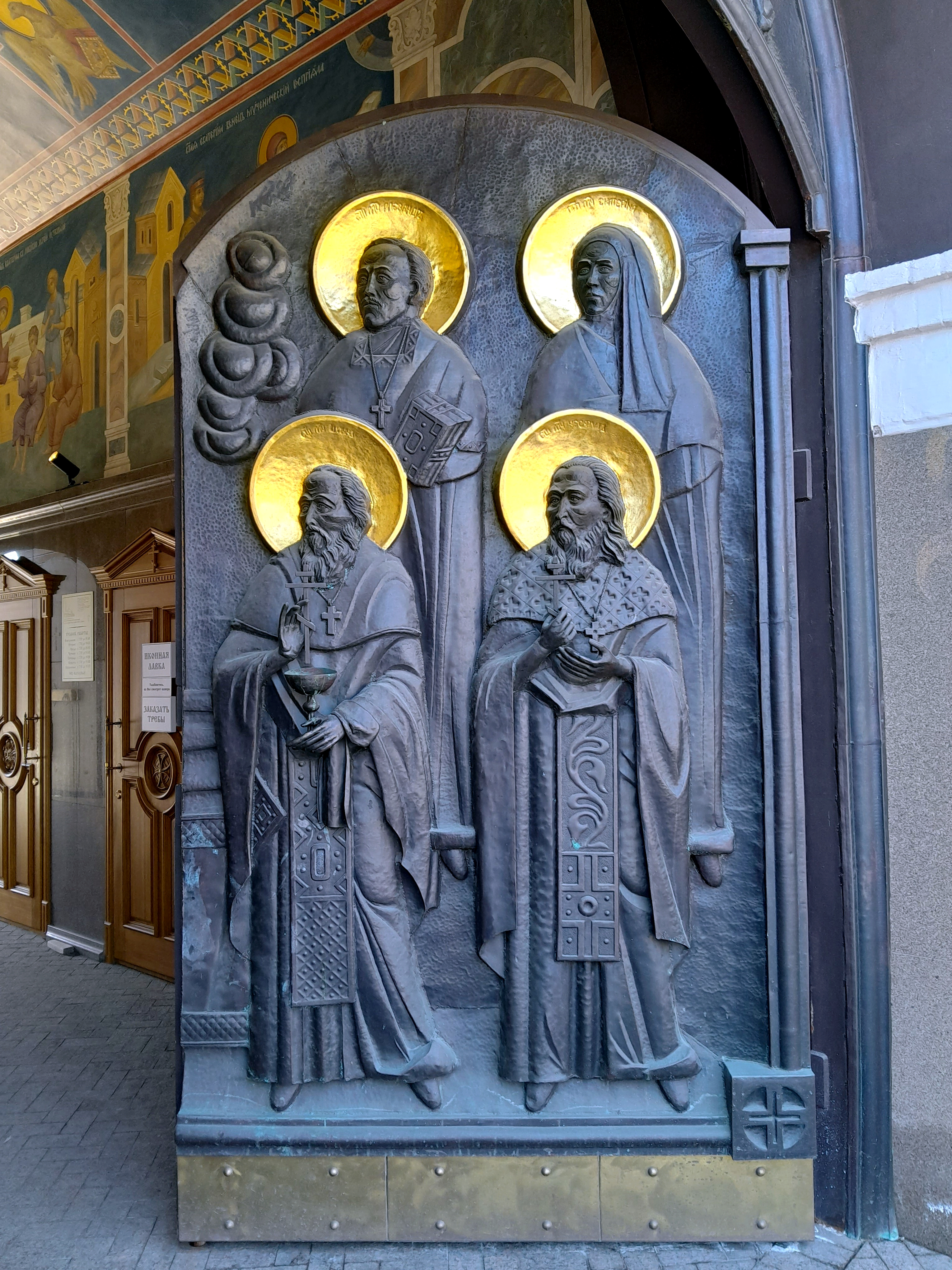
Правая створка врат Спасского монастыря.
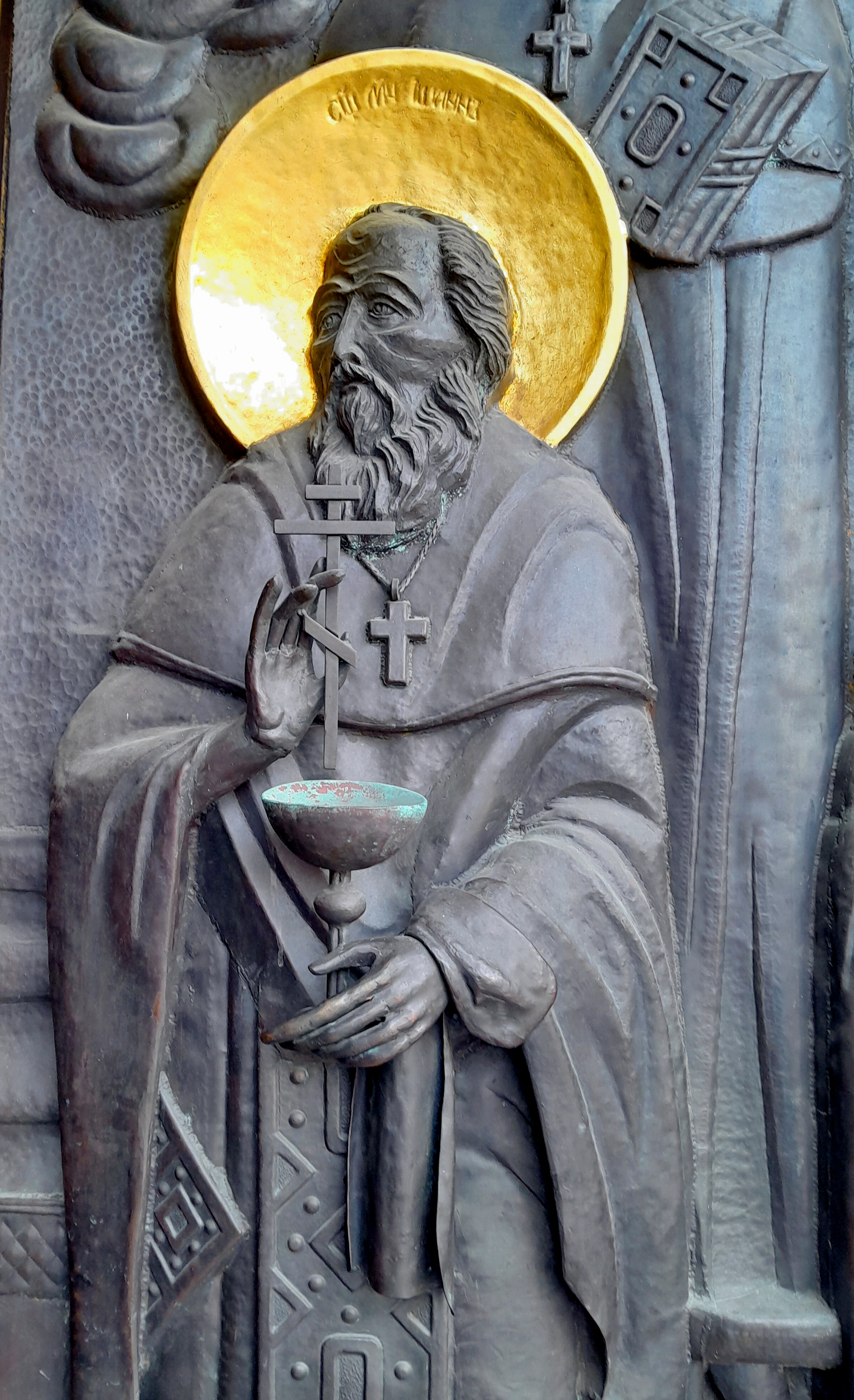
Лик Иоанна Ильинского.
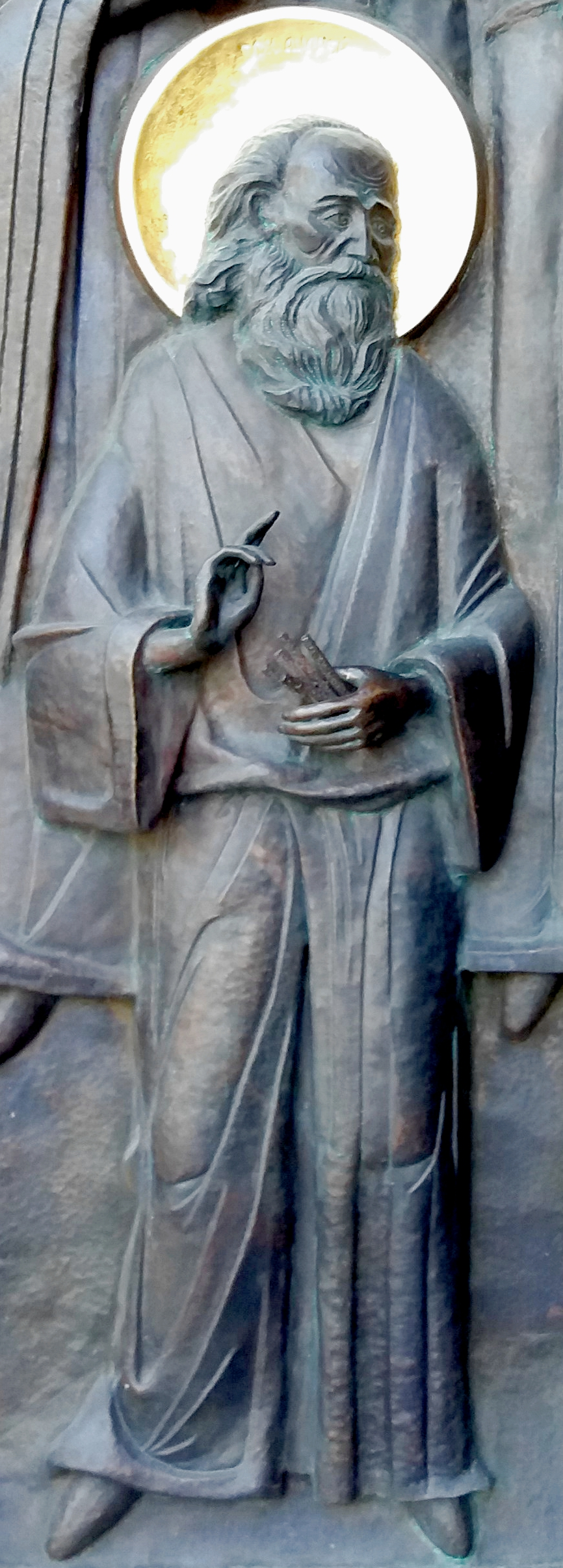
Лик святого Андрея Симбирского.
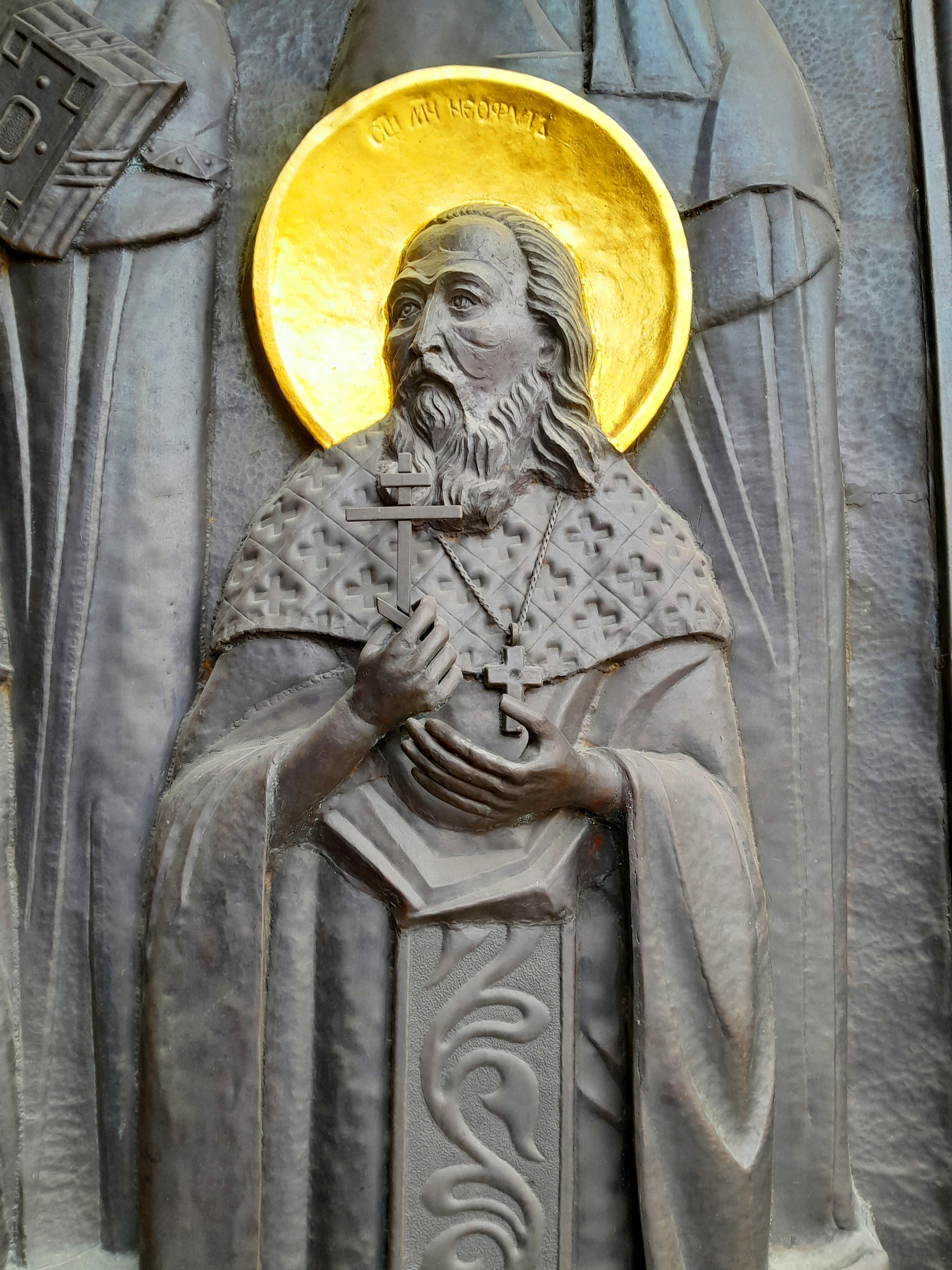
Лик Неофита Любимова.